# Rachel Sweet
Rachel Sweet (* 28. Juli 1962 in Akron, Ohio) ist eine US-amerikanische Sängerin, Schauspielerin, Autorin und Fernsehproduzentin. 

## Biografie

### Der Kinderstar
Schon mit drei Jahren begann Rachel Sweet ihre Sangeskarriere – und gewann bei Wettbewerben in Akron und Umgebung. In New York war sie mit fünf Jahren Kindermodel und wurde für Werbespots und -jingles engagiert, später sang sie im Vorprogramm von Mickey Rooney. Schon mit zwölf Jahren trat sie in Las Vegas auf – mit Orchester, als Opener für Bill Cosby. Sie nahm an einem Casting für die Hauptrolle in dem Film Der Exorzist teil, bat aber – ohne Wissen ihrer Eltern – darum, nicht berücksichtigt zu werden; sie wollte nicht in einem Film „mit dieser ungehörigen Sprache“ auftreten. Etwa zu dieser Zeit nahm sie ihre erste Single auf. Mit 14 folgte dann in Nashville die zweite, die Country-Single We Live in Two Different Worlds, die immerhin kurz in die Top 100 der US-Country-Charts kam. Im Jahr darauf traf sie Musikproduzent Liam Sternberg.

### Die „Stiff“-Zeit
Sternberg hatte für das junge, aufstrebende Londoner Independent-Label Stiff Records eine LP mit New-Wave-Musik aus Akron zusammengestellt, The Akron Compilation. Zwei der Titel darauf hatte er mit Rachel Sweet produziert. Den Stiff-Verantwortlichen gefiel der Sound von Rachels Stücken, und sie erhielt einen Vertrag.

#### Fool Around
Sternberg, der jetzt ihr Manager war, nahm mit Rachel 1978 auch ihre erste LP auf, Fool Around. Der Sound war eine Mischung aus Country, Folk und Rock ’n’ Roll, wurde aber als „Wave“ verkauft – wie alles, was in der Anfangszeit bei Stiff erschien. Dafür sorgte wohl auch, dass einige Musiker von Ian Durys Blockheads mitspielten. Für einige der Songs holte Stiff dazu noch Brinsley Schwarz und Andrew Bodnar von The Rumour ins Studio, so auch für die Single B-A-B-Y, eine Coverversion des 1960er-Jahre-Hits von Carla Thomas. Die mittlerweile 16-Jährige ging mit auf die „Be Stiff“-Promotion-Tournee, an der auch Lene Lovich, Wreckless Eric, Mickey Jupp und Jona Lewie teilnahmen. Rachels Band auf dieser Tournee waren The Records. Erfolg der Tournee: Rachel wurde bekannt, die LP wurde gelobt, und die Single wurde sogar gekauft – acht Wochen in den britischen Charts mit einer höchsten Notierung auf Platz 35. Einige Aufregung im puritanischen Großbritannien gab es um das vermeintliche Lolita-Image, mit dem Stiff die erst 16-Jährige vermarktete.

#### Protect the Innocent
Mit ihrem zweiten Album, Protect the Innocent, wollte Stiff Sweet noch weiter in die New-Wave-Ecke drängen. Songs von The Damned, Graham Parker, Velvet Underground, Moon Martin (und neue Produzenten, Martin Rushent und Alan Winstanley) sollten dafür sorgen; die Musiker im Tonstudio waren eine schottische Pub-Band aus Aberdeen namens Bus Company. „Sie sah nun aus wie Ronnie Spector und sang gelegentlich wie Bruce Springsteen“, schreibt Bert Muirhead. Obwohl Stiff die LP mit einer Tour Rachels (diesmal mit der Band Fingerprintz im Rücken) zu lancieren versuchte, klappte es nicht so recht mit dem kommerziellen Erfolg. In Deutschland halfen auch drei Auftritte im Musikladen nicht. Ende 1980 ging Rachel Sweet zurück in die Heimat.

### Zurück in den USA
In den Vereinigten Staaten war sie immerhin durch die Zeit bei Stiff nun so bekannt, dass sie 1981 einen Vertrag bei CBS Records bekam. Sie nahm die LP …And Then He Kissed Me auf, auf der auch ein Cover des Robert-Knight-Klassikers Everlasting Love war. Das Duett mit Rex Smith kletterte auf beiden Seiten des Atlantiks in die Top 40 der Pop-Charts. Aus dem Album stammt auch Rachels erfolgreichster Song in Deutschland, mit dem Cover-Song (erschien auch als Single) Then He Kissed Me / Be My Baby hielt sie sich 17 Wochen in den Charts und schaffte es bis auf Platz 24. Hier bei halfen sicher auch drei Auftritte im Deutschen Fernsehen, nämlich ein Auftritt im Musikladen in der ARD, in der Plattenküche im WDR und in der disco im ZDF.
1982 brachte sie noch ein weiteres Album heraus, Blame It on Love, das sie auch selbst produzierte. Danach zog sie sich vorübergehend aus dem Musikbusiness zurück – mit gerade einmal 20 Jahren war ihre erste Karriere vorüber. Sie ging zunächst zurück aufs College und schloss dann ein Studium an der New Yorker Columbia University ab.

### Die zweite Karriere
Rachel Sweet verlegte sich danach auf die Schauspielerei, das Schreiben von Drehbüchern und die Produktion von Filmen und Fernsehsendungen. Sie trat in Sitcoms wie Harrys wundersames Strafgericht, Seinfeld oder den Silver Girls auf und hatte auf einem Comedy-Channel 1989/90 ihre eigene Show, The Sweet Life. Gelegentlich sang sie auch wieder – so die Titelsongs der Filme Hairspray und Cry Baby. 1990 nahm sie sogar noch eine ganze LP auf – ihr Name wurde dabei aber unterschlagen: sie lieh ihre Stimme für den Soundtrack zu einer Zeichentrickserie an Barbie aus. 
1993 wirkte sie als Autorin an der Serie Die Nanny mit; seit 1995 schrieb sie Drehbücher unter anderem für die TV-Serie George Lopez, und seit 1997 arbeitet sie auch als Produzentin von Fernsehfilmen und -serien. Ebenfalls seit 1997 ist sie mit Tom Palmer verheiratet; die beiden haben zwei Kinder.

## Diskografie

### Studioalben
| Jahr | Titel                    | Höchstplatzierung, Gesamtwochen, AuszeichnungChartsChartplatzierungen (Jahr, Titel, Platzierungen, Wochen, Auszeichnungen, Anmerkungen) | Anmerkungen                          |
| Jahr | Titel                    | US | Anmerkungen                          |
| ---- | ------------------------ | --- | ------------------------------------ |
| 1978 | Fool Around              | US97 (9 Wo.)US | Erstveröffentlichung: Oktober 1978   |
| 1980 | Protect the Innocent     | US123 (11 Wo.)US | Erstveröffentlichung: Februar 1980   |
| 1981 | ...And Then He Kissed Me | US124 (7 Wo.)US | Erstveröffentlichung: September 1981 |

Weitere Veröffentlichungen
- 1978: B.A.B.Y. - The Best of
- 1982: Blame it on Love
- 1992: Fool Around: The Best of
- 2014: Baby: Complete Stiff Recordings 1978 - 1980

### Singles
| Jahr | Titel Album                                                  | Höchstplatzierung, Gesamtwochen, AuszeichnungChartplatzierungen (Jahr, Titel, Album, Platzierungen, Wochen, Auszeichnungen, Anmerkungen) | Höchstplatzierung, Gesamtwochen, AuszeichnungChartplatzierungen (Jahr, Titel, Album, Platzierungen, Wochen, Auszeichnungen, Anmerkungen) | Höchstplatzierung, Gesamtwochen, AuszeichnungChartplatzierungen (Jahr, Titel, Album, Platzierungen, Wochen, Auszeichnungen, Anmerkungen) | Höchstplatzierung, Gesamtwochen, AuszeichnungChartplatzierungen (Jahr, Titel, Album, Platzierungen, Wochen, Auszeichnungen, Anmerkungen) | Anmerkungen                                     |
| Jahr | Titel Album                                                  | DE | CH | UK | US | Anmerkungen                                     |
| ---- | ------------------------------------------------------------ | --- | --- | --- | --- | ----------------------------------------------- |
| 1978 | B-A-B-Y Fool Around                                          | — | — | UK35 (8 Wo.)UK | — | Erstveröffentlichung: Oktober 1978              |
| 1981 | Everlasting Love ...And Then He Kissed Me / Everlasting Love | — | CH9 (5 Wo.)CH | UK35 (7 Wo.)UK | US32 (13 Wo.)US | Erstveröffentlichung: Juni 1981 (mit Rex Smith) |
| 1981 | Then He Kissed Me (Be My Baby) ...And Then He Kissed Me      | DE24 (17 Wo.)DE | — | — | — | Erstveröffentlichung: Oktober 1981              |
| 1982 | Party Girl ...And Then He Kissed Me                          | DE73 (1 Wo.)DE | — | — | — | Erstveröffentlichung: März 1982                 |
| 1983 | Voo Doo Blame it on Love                                     | — | — | — | US72 (5 Wo.)US | Erstveröffentlichung: Januar 1983               |

Weitere Singles
- 1974: Faded Rose
- 1976: We Live in Two Different Worlds
- 1976: The Ballad of Mabel Ruth Miller and John Wesley Pritchett
- 1976: I Believe What I Believe
- 1977: Overnight Success
- 1978: Any Port in a Storm
- 1979: I Go to Pieces
- 1979: Baby Let's Play House
- 1980: Fool's Gold
- 1980: Spellbound
- 1981: Shadows of the Night
- 1988: Hairspray
- 1990: Cry Baby